# Scharlachrote Berberitze
Die Scharlachrote Berberitze (Berberis ×carminea) ist eine Hybride aus der Knäuelfrüchtigen Berberitze (Berberis aggregata) und einer Variante von Wilsons Berberitze (Berberis wilsoniae var. parvifolia). 

## Beschreibung
Sie ist ein immergrüner Strauch mit gelben, gebogenen und gefurchten Zweigen, der bis 1,5 Meter hoch werden kann. Die Blätter sind schmal verkehrt-eiförmig, unterseits graublau gefärbt, bis 3,5 Zentimeter lang, an jeder Seite mit 2 bis 4 Zähnchen besetzt und netznervig. Die gelben Blüten erscheinen im Mai und stehen zu 10 bis 16 in lockeren bis 5 Zentimeter langen Rispen. Die Früchte sind eiförmig und rotorange bis karminrot gefärbt.

## Verwendung
Wie viele andere Berberitzen findet diese Pflanzenart und ihre Sorten häufig als Ziersträucher Verwendung. Es sind unterschiedliche Sorten bekannt:
- 'Barbarossa' mit leuchtend-roten Früchten
- 'Buccaner' mit im Winter grünen Blättern; zahlreiche kugelige glänzend rote Früchte
- 'Pirate King' mit hohem Wuchs und leuchtend-scharlachroten Früchten
- 'Wisley' breiter und hoher Wuchs, große kugelige Früchte, rosa bis orangerot.